# Prekvršje
Prekrvšje település Horvátországban, Zágráb főváros Szeszvete városnegyedében. Közigazgatásilag a fővároshoz tartozik.

## Fekvése
Zágráb városközpontjától légvonalban 15, közúton 18 km-re északkeletre, a Medvednica-hegység keleti részének déli lejtőin, a Srednjak-patak mentén fekszik.

## Története
A település a 18. század végén, vagy a 19. század elején keletkezett. Az első katonai felmérés térképén még nem ábrázolták. A második katonai felmérés térképén „Prekarsje” néven található. Lipszky János 1808-ban Budán kiadott repertóriumában „Prekversje” néven szerepel. Nagy Lajos 1829-ben kiadott művében „Prekversje” néven 29 házzal, 262 katolikus vallású lakossal találjuk.
A településnek 1857-ben 326, 1910-ben 453 lakosa volt. Zágráb vármegye Zágrábi járásához tartozott. 1941 és 1945 a Független Horvát Állam része volt, majd a szocialista Jugoszlávia fennhatósága alá került. 1991-től a független Horvátország része. 1991-ben lakosságának 96%-a horvát nemzetiségű volt. A településnek 2011-ben 809 lakosa volt.

## Népessége
| Lakosság változása | Lakosság változása | Lakosság változása | Lakosság változása | Lakosság változása | Lakosság változása | Lakosság változása | Lakosság változása | Lakosság változása | Lakosság változása | Lakosság változása | Lakosság változása | Lakosság változása | Lakosság változása | Lakosság változása | Lakosság változása |
| ------------------ | ------------------ | ------------------ | ------------------ | ------------------ | ------------------ | ------------------ | ------------------ | ------------------ | ------------------ | ------------------ | ------------------ | ------------------ | ------------------ | ------------------ | ------------------ |
| 1857               | 1869               | 1880               | 1890               | 1900               | 1910               | 1921               | 1931               | 1948               | 1953               | 1961               | 1971               | 1981               | 1991               | 2001               | 2011               |
| 326                | 352                | 354                | 400                | 420                | 453                | 431                | 481                | 489                | 478                | 427                | 410                | 445                | 517                | 656                | 809                |

## Nevezetességei
Szent Benedek kápolnát 2008-ban építették a helyi hívők kezdeményezésére Lucić plébános támogatásával annak keresztnek a helyére, amely évtizedek óta állt a prekvršjei útkereszteződésben és amely helyét a mai kápolnában találta meg Szent Benedek és a Boldogságos Szűz Mária képeinek társaságában, melyek a naiv festőművész Slavko Sedinić alkotásai.

## Oktatás
A prekvršjei iskola 1956-ben kezdte meg működését az erre nem éppen alkalmas közösségi ház épületében. Az iskolában kezdetben 63 diák volt az elsőtől a negyedik osztályig. Az 1958/59-es tanévtől az iskola a vugroveci iskola igazgatása alá került. 2000 végéig a prekvršjei iskola nagyon nehéz körülmények között működött, mivel a közösségi ház épülete elavult volt, melybe évekig semmit sem fektettek be azzal a fő okkal, hogy nem az iskola tulajdonában volt. Az új iskolaépület építésére irányuló kezdeményezést a horvátországi háború előtti években indították, de megvalósítására csak 1999-ben került sor. Az új épületben tanítás 2000. február 14-én indulhatott meg. A létesítményt úgy tervezték és úgy építették meg, hogy az iskola és az óvoda is elférjen benne. Két osztályterme van 60 hallgató részére. Mellette egy közösségi terem, iskolai és helyi könyvtár, tanári és egy többcélú terem étkező, sport- és kulturális tevékenységek számára, valamint két szoba az óvoda számára. Ezen kívül konyha és egyéb szükséges iskolai létesítmények, valamint két tanítói lakás. Az épület 1100 négyzetméter nagyságú.